# Geraldine Finlayson
Geraldine Finlayson es una antropóloga y zoológa gibraltareña, es directora del John Mackintosh Hall, así como directora del Instituto para Estudios Gibraltareños y científica jefe del laboratorio del Museo de Gibraltar. Está casada con Clive Finlayson y tiene un hijo.

## Vida académica
Obtuvo su Ph.D. en 2008 por la Universidad de Anglia Ruskin, Cambridge, Reino Unido, donde presentó la tesis «Clima, vegetación y biodiversidad: un estudio multiescala del sur de la península ibérica».
Durante muchos años, Finlayson ha estudiado la presencia del Hombre de Neandertal en Gibraltar, después de haber realizado varias excavaciones en la región, incluyendo bajo el agua.
Ella hizo una aparición como ella misma, en el episodio 48 (Das dunkle Geheimnis der Neandertaler, 2012) de la primera temporada de la serie de televisión austriaca Terra Mater.

## Publicaciones seleccionadas
- Biogeography of human colonizations and extinctions in the Pleistocene (con Clive Finlayson y Darren Fa)
- The Homo habitat niche: Using the avian fossil record to depict ecological characteristics of Palaeolithic Eurasian hominins (con Clive Finlayson et al.) — PDF